# Suavodrillia kennicottii
Suavodrillia kennicottii är en snäckart som först beskrevs av Dall 1871.  Suavodrillia kennicottii ingår i släktet Suavodrillia och familjen kägelsnäckor. Inga underarter finns listade i Catalogue of Life.